# Yohkoh
Yohkoh (en japonais ようこう, Youkou, Rayon de Soleil) ou Solar-A (avant son lancement) est un observatoire spatial solaire développé et lancé en 1991 par l'agence spatiale japonaise ISAS avec la participation de laboratoires des États-Unis et du Canada. Sa mission était d'étudier les phénomènes à haute énergie du Soleil tels que les éruptions solaires en recueillant des images et des spectres électromagnétiques dans le domaine des ultraviolets et des rayons X mous et durs. Le satellite d'une masse d'environ 400 kg comprenait 100 kg d'instrumentation dont deux télescopes et deux spectromètres. Yohkoh, placé sur une orbite basse quasi équatoriale, a fonctionné parfaitement durant 10 ans jusqu'en 2001 permettant pour la première fois d'observer le rayonnement X émis par le Soleil durant un cycle solaire complet. Grâce à des instruments d'une sensibilité nettement accrue par rapport à la génération précédente d'observatoires solaires, des progrès décisifs ont été effectués notamment en démontrant que la couronne solaire change dynamiquement de structure selon plusieurs échelles de temps et que les événements « explosifs » comme les éruptions solaires résultent en fait de phénomènes de reconnexion magnétique.

## Objectifs
L'observatoire spatial solaire Yohkoh a été développé pour étudier les éruptions solaires durant le pic du cycle solaire et observer les phénomènes physiques à l’œuvre au niveau de la couronne solaire. Ces phénomènes très énergétiques émettant surtout des rayons X et ultraviolet filtrés par l'atmosphère de la Terre, leur observation n'est possible que depuis l'espace. Les objectifs scientifiques étaient les suivants, :
- améliorer notre compréhension de la dynamique du fluide magnétique durant les phases d'expansion répétitives de la couronne solaire ;
- mieux comprendre les modifications de la forme de la couronne solaire ;
- étudier les mécanismes à l'origine des perturbations du plasma dans l'espace interplanétaire.

## Historique

### Contexte
En 1981, l'agence spatiale scientifique japonaise, l'ISAS, met en orbite Hinotori, le premier observatoire spatial solaire de ce pays. Il a pour objectif l'étude des éruptions solaires. Hinotori conjointement avec le satellite américain Solar Maximum Mission qui poursuit le même objectif, observe le Soleil durant le maximum du cycle solaire qui se produit à peu près à cette époque et qui se caractérise par un grand nombre d'éruptions solaires. Durant ces événements, les deux missions détectent que des émissions de rayons X durs se produisent pratiquement simultanément dans des lieux séparés à la surface du Soleil et que d'autres sources de rayons X durs étendues apparaissent à plusieurs dizaines de milliers de kilomètres au-dessus de la photosphère. Par ailleurs, ces satellites ainsi que P78-1 et Tansei 4 observent la production et l'évolution des plasmas à haute température piégés dans les boucles créées par les éruptions solaires via l'étude des émissions en rayons X mous produits par ces phénomènes. Les données recueillies mettent en évidence l'échauffement violent de la région de transition et de la chromosphère généré par la précipitation des électrons à haute énergie, les turbulences et l'évaporation du matériau de la chromosphère. Les instruments embarqués détectent l'accélération en quelques secondes de protons jusqu'à des énergies de quelques MeV ainsi que l'anisotropie apparente des rayons gamma et des déplacements des particules.

### Développement de Yohkoh
Il apparait que l'interprétation physique des phénomènes observés par les deux engins spatiaux nécessitent de recueillir des données complémentaires : de nouvelles observations doivent être effectuées avec des télescopes à rayons X mous et durs plus précis couvrant le spectre des rayons X les plus énergétiques. Pour remplir ces objectifs, l'ISAS met sur pied le projet SOLAR-A entre 1982 et 1985. Les principaux contributeurs sont l'Université de Tokyo et l'Observatoire astronomique national du Japon. D'autres pays contribuent au développement des instruments scientifiques : le Laboratoire de science spatiale Mullard (MSSL) et Laboratoire Rutherford Appleton (RAL) au Royaume-Uni contribuent au développement du spectromètre BCS tandis que le Laboratoire astrophysique et solaire de Lockheed Martin (LMSAL) et la NASA aux États-Unis contribuent aussi à cet instrument ainsi qu'à la réalisation du télescope à rayons X durs HXT. L'agence spatiale américaine met par ailleurs à disposition ses stations de poursuite pour les opérations en orbite,.

## Caractéristiques du satellite
Yohkoh est un satellite de 400 kg de forme parallélépipédique de 100 × 100 × 200 cm avec deux panneaux solaires externes de 150 × 200 cm fournissant au maximum 570 watts. Des roues de réaction et des magnéto-coupleurs sont utilisés pour pointer en permanence les instruments vers le Soleil avec une grande précision (1 seconde d'arc) et stabilité (7 secondes d'arc par minute de dérive par rapport à l'axe pointant vers le Soleil). Les données sont stockées dans une mémoire magnétique à bulles de 10 mégaoctets et transmises aux stations terrestres avec un débit compris entre 1 et 32 kilobits par seconde.

### Instruments scientifiques

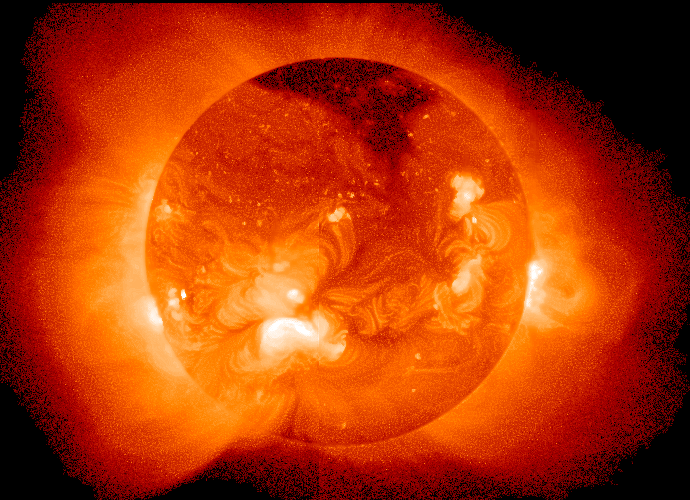
Vue du Soleil prise par le télescope à rayons X mous SXT embarqué à bord de Yohkoh.

Yohkoh emporte quatre instruments représentant une masse totale de 100 kg:
- SXT est un télescope à rayons X mous (3 à 60 ångströms) à incidence rasante utilisant un détecteur de type CCD de 1024 x 1024 pixels. Le champ optique couvre tout le Soleil. La résolution est de deux secondes d'arc. Deux roues porte-filtres placées devant le dispositif d'obturation pour choisir le spectre énergétique observé et fixer le temps d'exposition. La résolution angulaire est de 2 secondes d'arc[4] ;
- HXT est un télescope à rayons X durs à transformée de Fourier comprenant 64 collimateurs bi-grilles de 2,3 sur 2,3 cm composés d'un cristal Nal(Tl) attaché à un tube photomultiplicateur cubique de 2–3 cm de côté. Le champ optique couvre tout le Soleil. La résolution est de 5 secondes d'arc. Les images sont obtenues simultanément dans 4 bandes (15-24-35-57-100 keV) avec une résolution temporelle de 0,5 s[5] ;
- BCS est un spectromètre à cristal de Bragg qui recueille les émissions sur quatre longueurs d'onde étroites 5,0160-5,1143 Å avec une résolution de 3,232 mÅ, 3,1631-3,1912 Å avec une résolution de 0,918 mÅ, 1,8298-1,8942 Å avec une résolution de 0,710 mÅ et 1,7636-1,8044 Å avec une résolution de 0,565 mÅ. Cet instrument permet d'étudier les caractéristiques du plasma chauffé à une température de 10 à 50 millions K créé par les éruptions solaires[6] ;
- WBS (Wide Band Spectrometer) est un spectromètre à bande large (rayons X ayant une énergie comprise entre 2 keV et 100 MeV) comprenant un spectromètre à rayons mous (SXS) de type compteur à gaz proportionnel qui couvre la bande spectrale comprise entre 2  et   30 keV, un spectromètre à rayons durs (HSX) de type scintillateur NAL couvrant le spectre compris entre 20  et   6 000 keV et un spectromètre gamma (GRS) composé de deux scintillateurs BGO qui couvrent la bande spectrale comprise entre 0,2  à   100 MeV[7],[8].

## Déroulement de la mission
Yohkoh est lancé le 30 août 1991 à 02:30 UTC depuis la base de lancement de Kagoshima par un lanceur japonais à propergol solide M-3SII que l'ISAS a développé pour lancer ses missions scientifiques. La fusée place l'observatoire solaire sur une orbite terrestre basse de 518 × 793 km avec une inclinaison de 31,3°. Les données scientifiques sont transmises en bande S ou en bande X durant le survol de la station terrestre de Kagoshima gérée par l'ISAS. Le débit est de 32 iu 262[pas clair] kilobits par seconde. Le satellite et ses instruments fonctionnent de manière nominale durant 10 ans hormis la rupture du filtre d'ouverture de l'instrument SXT dont le rôle (détermination de l'azimut des données recueillies) peut être heureusement pris en charge par les capteurs de l'instrument HXT. En décembre 2001, une panne a fait perdre l'orientation du satellite pendant l'éclipse solaire du 14 décembre. Les batteries se sont déchargées par défaut d'orientation des panneaux solaires et l'opérateur ne parvint pas à reprendre le contrôle du satellite. Il fut détruit au cours de sa rentrée atmosphérique le 12 septembre 2005.

## Résultats scientifiques
Le télescope à rayons X durs HXT était le premier à obtenir une image des éruptions solaires pour des énergies supérieures à 30 keV. La sensibilité de HXT était 100 fois supérieure à celle de l'instrument similaire emporté par Solar Maximum Mission. De son côté, le télescope à rayons X mous SXT est le premier à avoir fourni des images des éjections de masse coronale. Grâce aux performances de ces instruments, plusieurs découvertes ont été effectuées grâce aux données recueillies par Yohkoh, notamment que la couronne solaire évolue selon plusieurs échelles temporelles et que les phénomènes explosifs tels que les éruptions solaires sont dues à des reconnexions magnétiques,.